# Violence structurelle

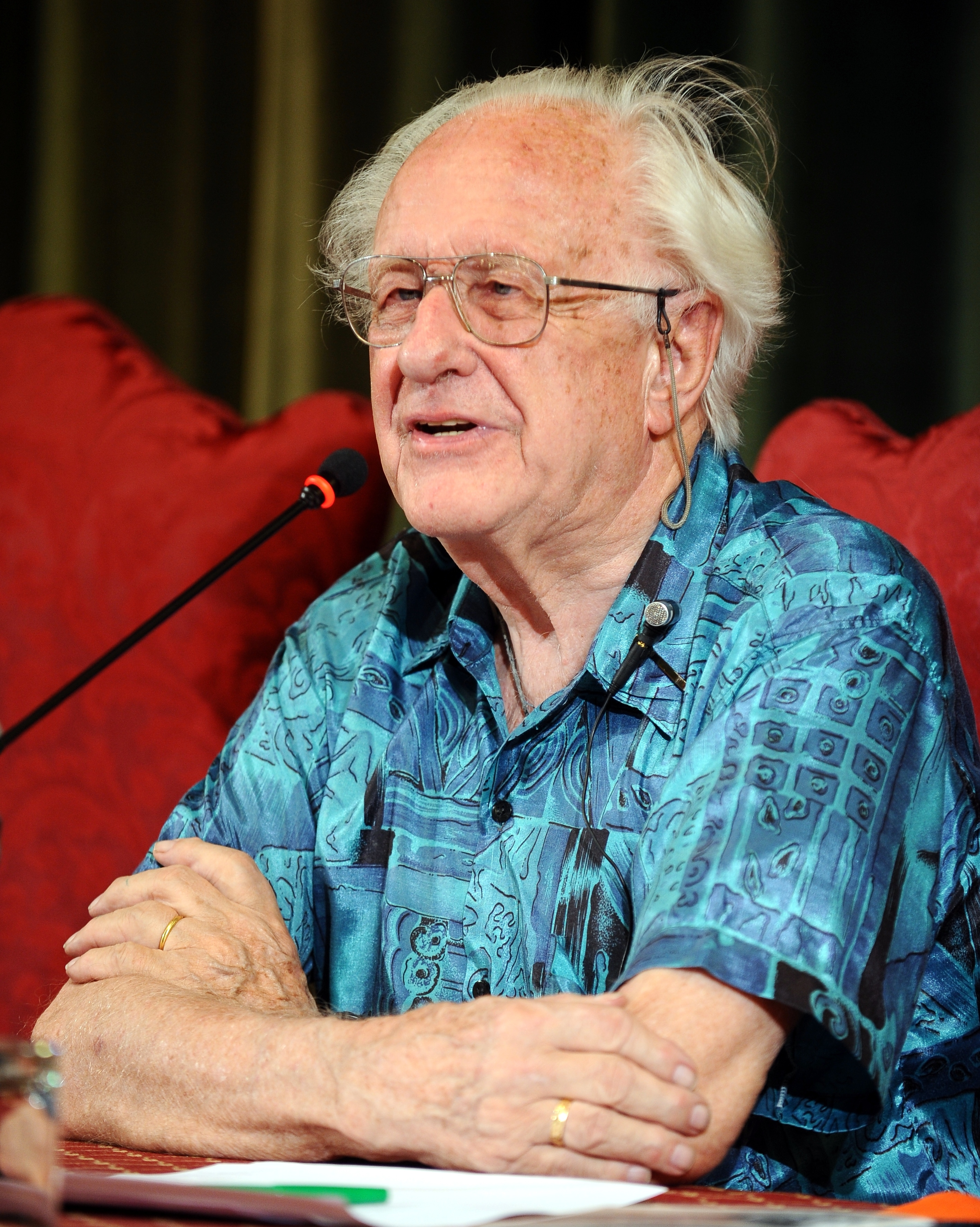
Johan Galtung.

La violence structurelle est une notion utilisée pour la première fois dans les années 1970, et généralement attribuée à Johan Galtung. Le terme désigne une forme de violence provoquée par les structures ou institutions d'une société donnée, qui empêche les individus de se réaliser. L'institutionnalisation de l'inégalité de l'élitisme, de l'ethnocentrisme, du racisme, du sexisme, du mépris de classe, du nationalisme, de l'hétérosexisme de l'âgisme ou encore du racisme générationnel en sont des exemples.
Dans la théorie des relations internationales, les violences structurelles sont synonymes de domination centre/périphéries. Cette asymétrie se décline à travers quatre éléments : 
1. la production des biens (la nature et la quantité de biens produits par la périphérie sont déterminés par les besoins du centre),
2. la mise en place d'institutions politiques à la demande du centre (la « good governance » de la Banque mondiale qui exige des structures politiques pour accorder son aide économique, ce qui pose le problème de l'adaptation de ces structures politiques à la structure sociale de la périphérie),
3. l'octroi de la protection militaire du centre à la périphérie,
4. les normes et les valeurs exportées par le centre.